# Tiro com arco nos Jogos Olímpicos
O tiro com arco estreou nos Jogos Olímpicos na edição de Paris 1900, sendo disputado em 16 Olimpíadas. Oitenta e quatro nações diferentes já competiram no tiro com arco olímpico. A modalidade é regulamentada pela Federação Mundial de Tiro com Arco (WA, antes FITA).

## História
Os Jogos da II Olimpíada, Paris 1900, marcou a primeira aparição do tiro com arco com sete eventos disputados. Nos Jogos seguintes em 1904 foram cinco os eventos, mas apenas atletas dos Estados Unidos participaram da modalidade. Em Londres 1908 foram três eventos realizados. A última aparição do tiro com arco com as regras antigas foi em Antuérpia 1920.
Já sob regulamentação da FITA, o esporte retornou ao programa olímpico nos Jogos Olímpicos de 1972 em Munique, com dois eventos – individual masculino e individual feminino. Em 1988 foram adicionadas as provas por equipes em ambos os naipes, e em 2020 a prova por equipes mistas.

## Eventos

### 1900–1920
| 00 | 04 | 08                                                                              | 20 |
| --- | --- | ------------------------------------------------------------------------------- | --- |
| 6 eventos masculinos | 6 eventos masculino e feminino | 3 eventos masculino e feminino                                                  | 10 eventos masculinos |
| - Au Cordon Doré, 50 metros - Au Cordon Doré, 33 metros - Au Chapelet, 50 metros - Au Chapelet, 33 metros - Sur la Perche à la Herse - Sur la Perche à la Pyramide | - Equipes masculino - Equipes feminino - Americano duplo masculino - York duplo masculino - Columbia duplo feminino - Nacional duplo feminino | - York duplo masculino - Estilo continental masculino - Nacional duplo feminino | - Alvo grande fixo individual - Alvo pequeno fixo individual - Alvo grande fixo por equipe - Alvo pequeno fixo por equipe - Alvo em movimento 50 m individual - Alvo em movimento 33 m individual - Alvo em movimento 28 m individual - Alvo em movimento 50 m por equipe - Alvo em movimento 33 m por equipe - Alvo em movimento 28 m por equipe |

### 1972–2024
| Evento                                      | 72 | 76 | 80 | 84 | 88 | 92 | 96 | 00 | 04 | 08 | 12 | 16 | 20 | 24 | Edições |
| ------------------------------------------- | -- | -- | -- | -- | -- | -- | -- | -- | -- | -- | -- | -- | -- | -- | ------- |
| Individual masculino (sistema Double FITA)  | •  | •  | •  | •  | -  | -  | -  | -  | -  | -  | -  | -  | -  | -  | 4       |
| Individual feminino (sistema Double FITA)   | •  | •  | •  | •  | -  | -  | -  | -  | -  | -  | -  | -  | -  | -  | 4       |
| Individual masculino (sistema eliminatório) | -  | -  | -  | -  | •  | -  | -  | -  | -  | -  | -  | -  | -  | -  | 1       |
| Individual feminino (sistema eliminatório)  | -  | -  | -  | -  | •  | -  | -  | -  | -  | -  | -  | -  | -  | -  | 1       |
| Equipes masculino (sistema eliminatório)    | -  | -  | -  | -  | •  | -  | -  | -  | -  | -  | -  | -  | -  | -  | 1       |
| Equipes feminino (sistema eliminatório)     | -  | -  | -  | -  | •  | -  | -  | -  | -  | -  | -  | -  | -  | -  | 1       |
| Individual masculino (sistema olímpico)     | -  | -  | -  | -  | -  | •  | •  | •  | •  | •  | •  | •  | •  | •  | 9       |
| Individual feminino (sistema olímpico)      | -  | -  | -  | -  | -  | •  | •  | •  | •  | •  | •  | •  | •  | •  | 9       |
| Equipes masculino (sistema olímpico)        | -  | -  | -  | -  | -  | •  | •  | •  | •  | •  | •  | •  | •  | •  | 9       |
| Equipes feminino (sistema olímpico)         | -  | -  | -  | -  | -  | •  | •  | •  | •  | •  | •  | •  | •  | •  | 9       |
| Equipes mistas                              | -  | -  | -  | -  | -  | -  | -  | -  | -  | -  | -  | -  | •  | •  | 2       |
| Total de eventos                            | 2  | 2  | 2  | 2  | 4  | 4  | 4  | 4  | 4  | 4  | 4  | 4  | 5  | 5  | —       |

## Quadro geral de medalhas
| Ordem | País                 | Medalha de ouro | Medalha de prata | Medalha de bronze |     |
| ----- | -------------------- | --------------- | ---------------- | ----------------- | --- |
| 1     | KOR Coreia do Sul    | 32              | 10               | 8                 | 50  |
| 2     | USA Estados Unidos   | 14              | 11               | 10                | 35  |
| 3     | BEL Bélgica          | 11              | 6                | 4                 | 21  |
| 4     | FRA França           | 7               | 12               | 8                 | 27  |
| 5     | ITA Itália           | 2               | 3                | 4                 | 9   |
| 6     | GBR Grã-Bretanha     | 2               | 2                | 5                 | 9   |
| 7     | CHN China            | 1               | 7                | 2                 | 10  |
| 8     | URS União Soviética  | 1               | 3                | 3                 | 7   |
| 9     | FIN Finlândia        | 1               | 1                | 2                 | 4   |
|       | UKR Ucrânia          | 1               | 1                | 2                 | 4   |
| 11    | NED Países Baixos    | 1               | 1                | 1                 | 3   |
| 12    | AUS Austrália        | 1               |                  | 2                 | 3   |
| 13    | TUR Turquia          | 1               |                  | 1                 | 2   |
| 14    | ESP Espanha          | 1               |                  |                   | 1   |
| 15    | JPN Japão            |                 | 3                | 4                 | 7   |
| 16    | GER Alemanha         |                 | 3                | 2                 | 5   |
| 17    | TPE Taipé Chinês     |                 | 2                | 2                 | 4   |
| 18    | ROC                  |                 | 2                |                   | 2   |
|       | SWE Suécia           |                 | 2                |                   | 2   |
| 20    | MEX México           |                 | 1                | 3                 | 4   |
| 21    | POL Polônia          |                 | 1                | 1                 | 2   |
|       | RUS Rússia           |                 | 1                | 1                 | 2   |
| 23    | INA Indonésia        |                 | 1                |                   | 1   |
| 24    | EUN Equipa Unificada |                 |                  | 2                 | 2   |
| TOTAL | TOTAL                | 76              | 74               | 66                | 216 |